# Johannes de Bary
Johannes de Bary, né le 27 mai 1710 à Bâle et mort dans la même ville le 5 mai 1800, est un manufacturier et une personnalité politique bâlois.

## Biographie
D'une famille originaire de Tournai, qui émigre au XVIe siècle pour cause de religion, Johannes de Bary est le fils de Johannes de Bary, membre du Petit Conseil. 
Après avoir suivi une formation commerciale à Francfort entre 1723 et 1728, puis dans la fabrique de soie de son père à Bâle, il devient manufacturier de rubans de soie dans la société « Johann De Bary & Co » et membre de la corporation de la Clé en 1733.
Admis au Grand Conseil en 1741, puis au Petit Conseil en 1757, il est premier prévôt des corporations en 1760 et bourgmestre de 1767 à 1796. 
Il est à plusieurs reprises délégué à la Diète et chargé de missions spéciales entre 1758 et 1781.

## Sources
- Ernest Lehr, L'Alsace noble suivie de le livre d'or du patriciat de Strasbourg : d'apres des documents authentiques et en grande partie inéd, Volume 2, 1870
- Notice généalogique & historique sur la famille De Bary : originaire de Tournay, en Hainaut, établie depuis 1806 a Guebwiller, en Alsace, 1877
- Mario Sabatino, « Bary, Johannes de » dans le Dictionnaire historique de la Suisse en ligne, version du 15 mars 2002.